# Бос, Корнелис
Корнелис Бос (нидерл. Cornelis Bos, около 1510, Хертогенбос — 7 мая 1555, Гронинген) — нидерландский рисовальщик-орнаменталист, гравёр, издатель и торговец печатными изданиями, создатель своеобразного жанра и стиля орнаментальной гравюры — нидерландского гротеска. Работал в технике резцовой гравюры. Свои работы подписывал инициалами: «СВ».
Родился в городе Хертогенбос, в Нидерландах (провинция Северный Брабант), но зарегистрирован гражданином Антверпена, там же состоял членом Гильдии Святого Луки.
С 1540 года жил и работал в Антверпене. Гравировал по рисункам Мартена Ван Хеемскерка. В 1548—1550 годах, вероятно, был в Италии, о чём косвенно свидетельствуют его гравюры по оригиналам Агостино Венециано и Маркантонио Раймонди. Гравюры по другим итальянским оригиналам были столь многочисленны и точны в деталях, что их использовали при издании в переводе на голландский язык трактатов по архитектуре Витрувия и Себастьяно Серлио, опубликованных знаменитым нидерландским художником-гравёром и издателем Питером Куком ван Альстом. В 1530 году в Антверпене опубликована с надписями на французском языке «Книга мореска» (Livre de moresques), образцов мавританского орнамента.
Бос иллюстрировал научные трактаты, в частности книгу по анатомии (1542). Летом 1544 года Корнелис Бос был вынужден бежать из Антверпена из-за участия в религиозной секте донатистов. Вероятно, скрывался в Париже. Затем, в 1546—1548 годах работал в Нюрнберге, где опубликовал более ста гравированных рисунков с мотивами гротеска и ленточного орнамента: рольверка и бандельверка. Эти композиции сравнивают с работами малых нюрнбержцев и кляйнмайстеров, в частности с гравюрами Виргиля Солиса. Однако К. Бос создал собственный вариант гротеска (хотя иногда помечал свои композиции: «гротеск в стиле Ватиканских лоджий»). Композиции Боса изображают фантастические повозки или корабли с вплетёнными в них фигурами странных людей, нимф, козлоногих сатиров, сфинксов, химер, птиц и экзотических животных: слонов и носорогов. Считается, что подобные странности восходят к нидерландскому фольклору и народным праздничным шествиям, которые ежегодно устраивали в Антверпене. В таких композициях, что типично для искусства Северной Европы того времени, соединились элементы искусства итальянского Возрождения, маньеризма и фламандского барокко.
В 1548 году К. Бос переехал в Гронинген, где и скончался в 1555 году. К. Бос был дважды женат и у него было семеро детей (в двух браках).

## Галерея

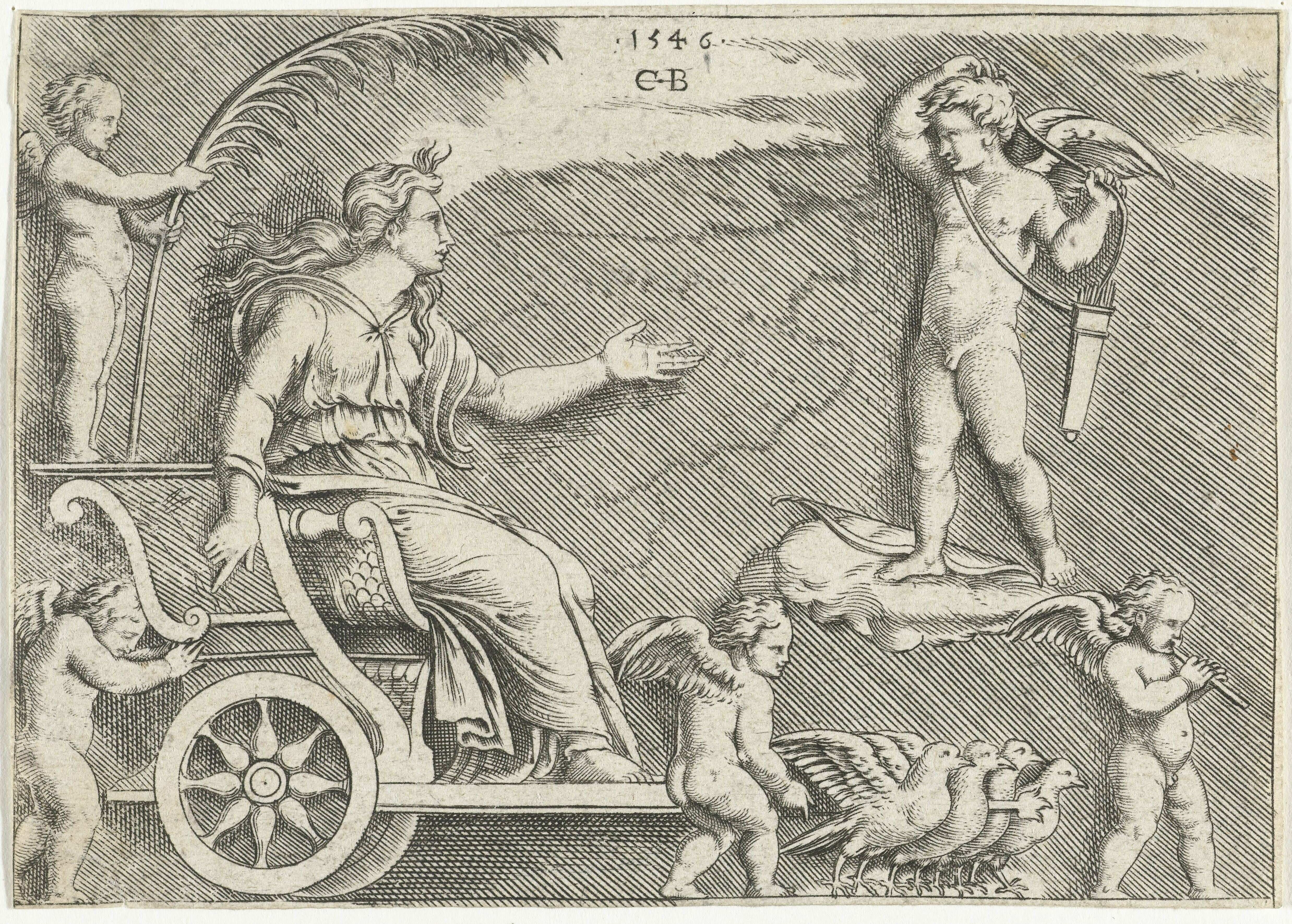
Венера и Амур. 1546. Офорт
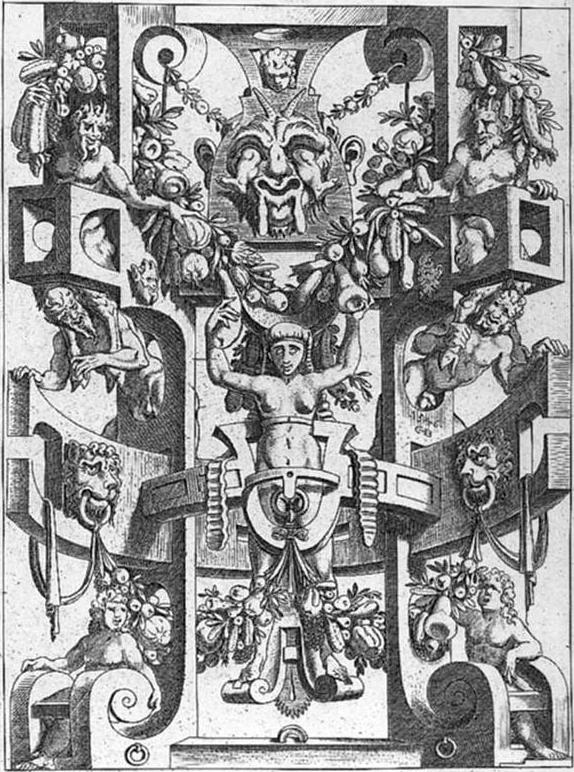
Композиция из серии «Гротески с рольверками». 1546. Гравюра резцом
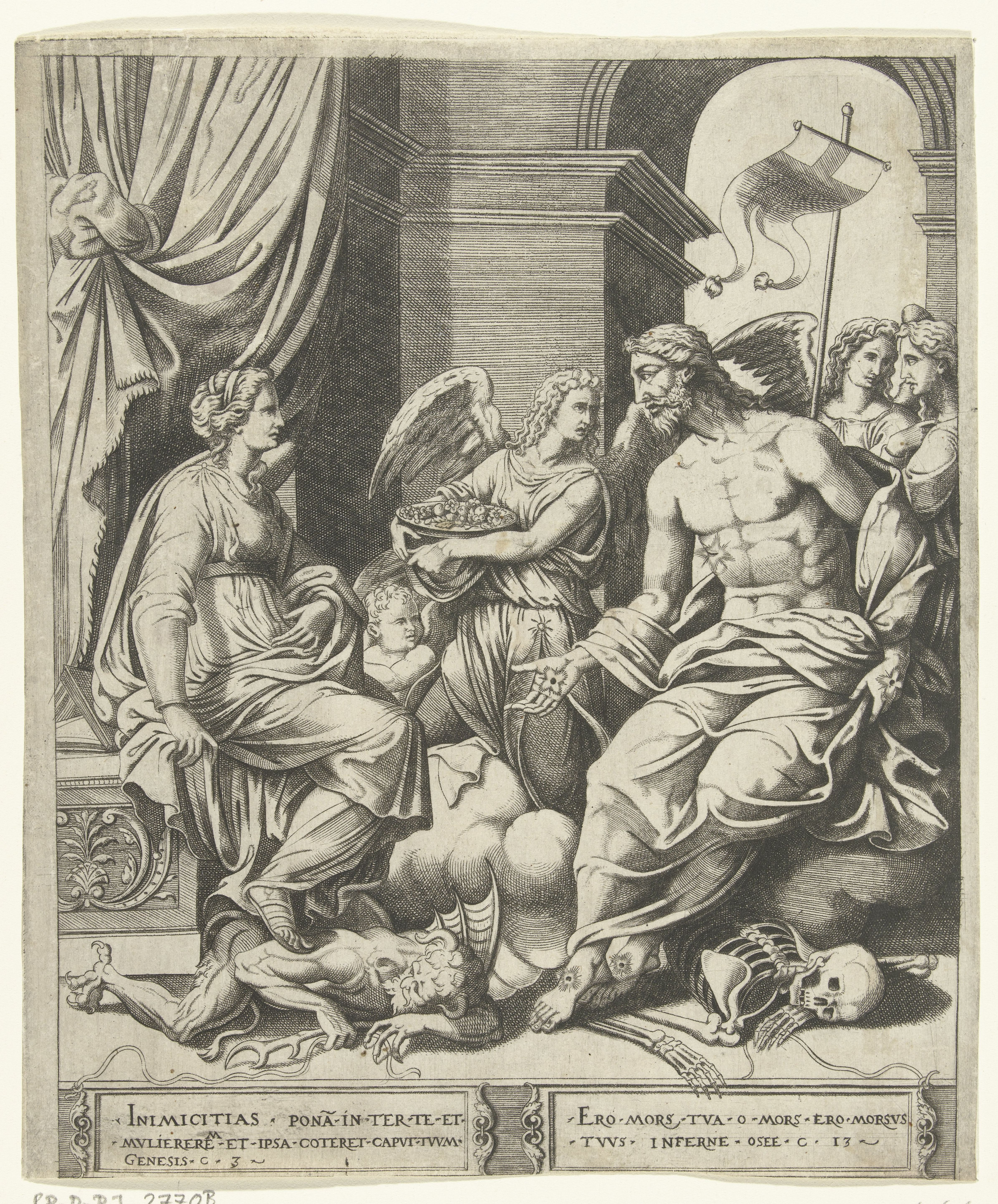
Аллегория с Христом, показывающим свои раны. 1540-е гг. Офорт
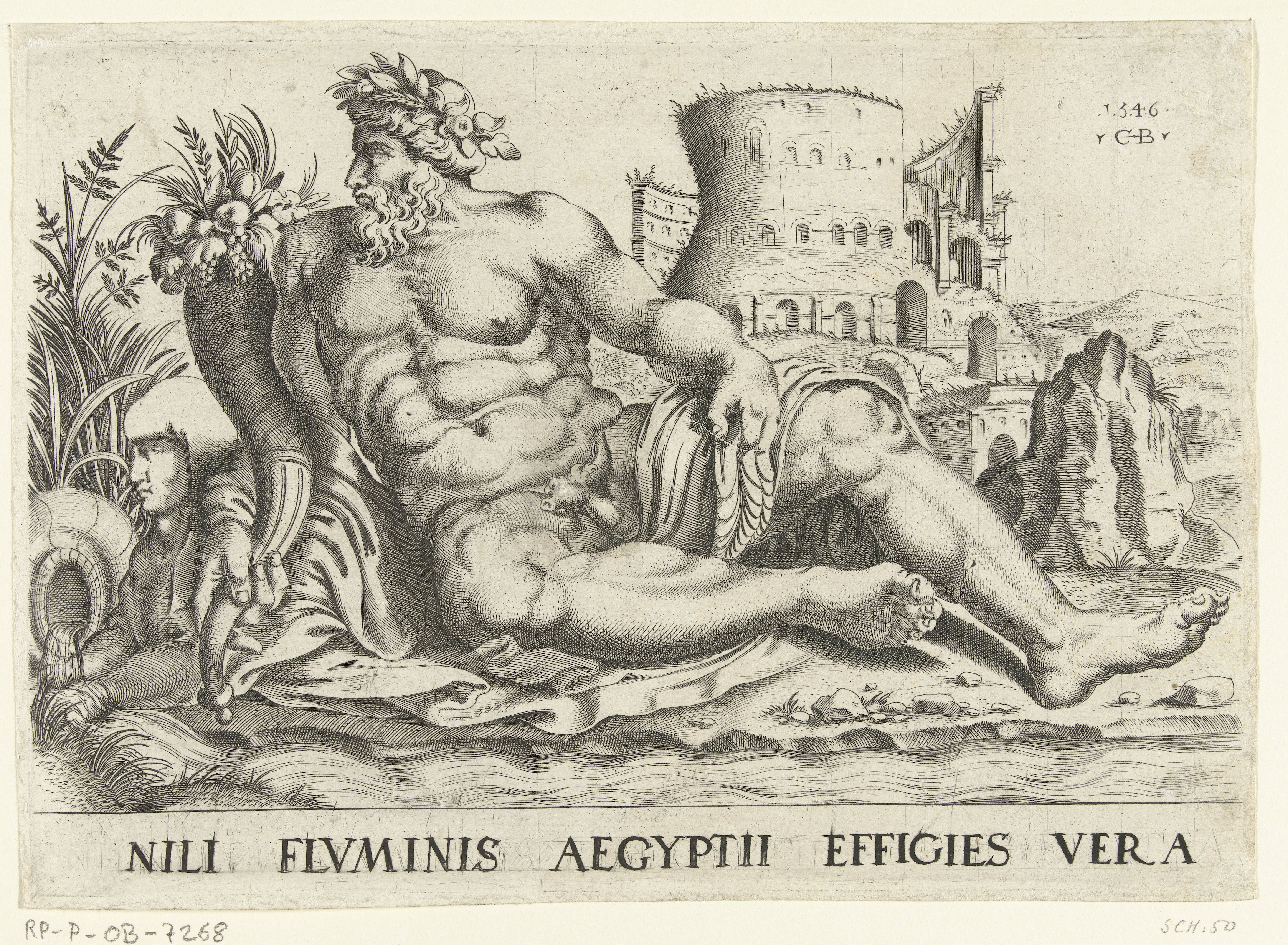
Аллегория реки Нил. 1546. Офорт
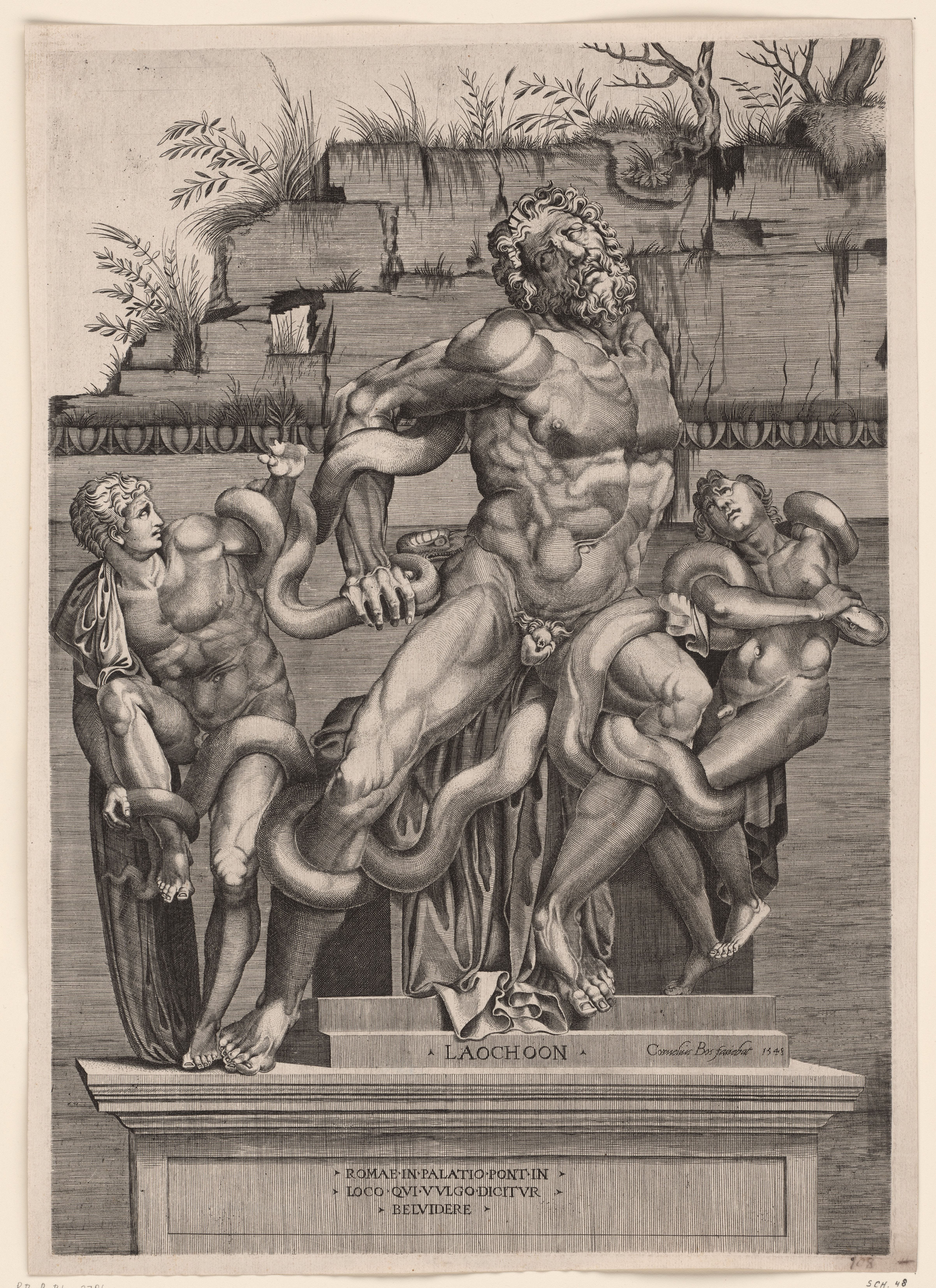
Лаокоон и его сыновья. 1548. Офорт
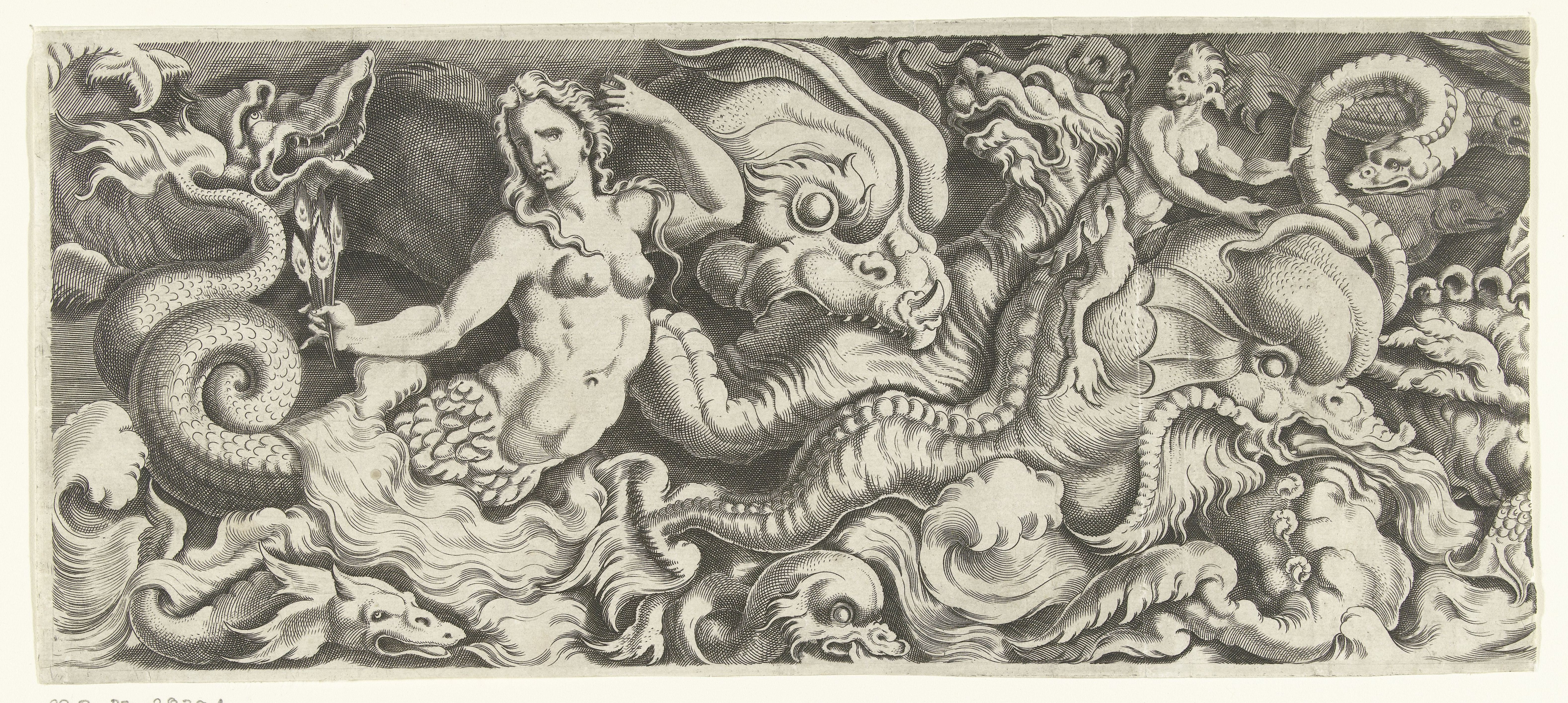
Фриз с триумфом Нептуна. Левая пластина. 1548. Офорт
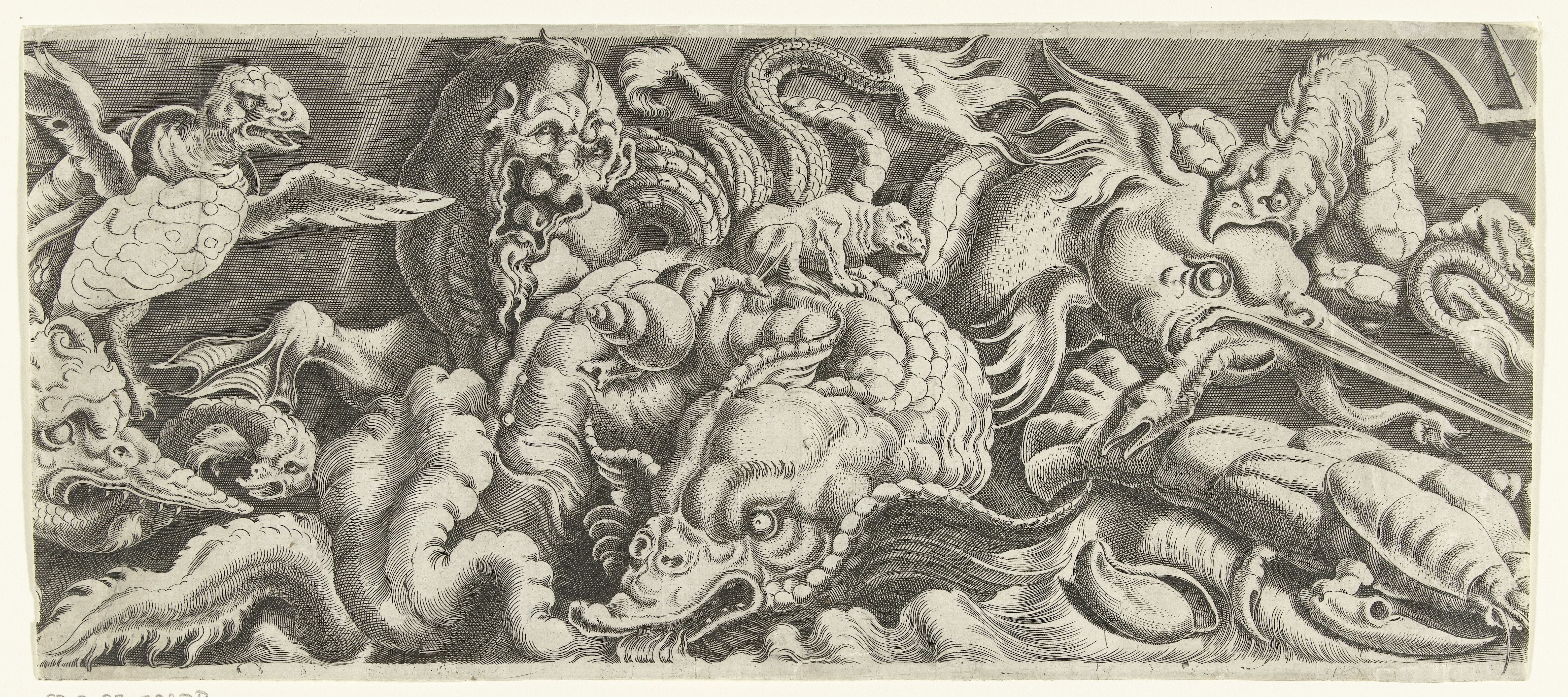
Фриз с триумфом Нептуна. Средняя часть
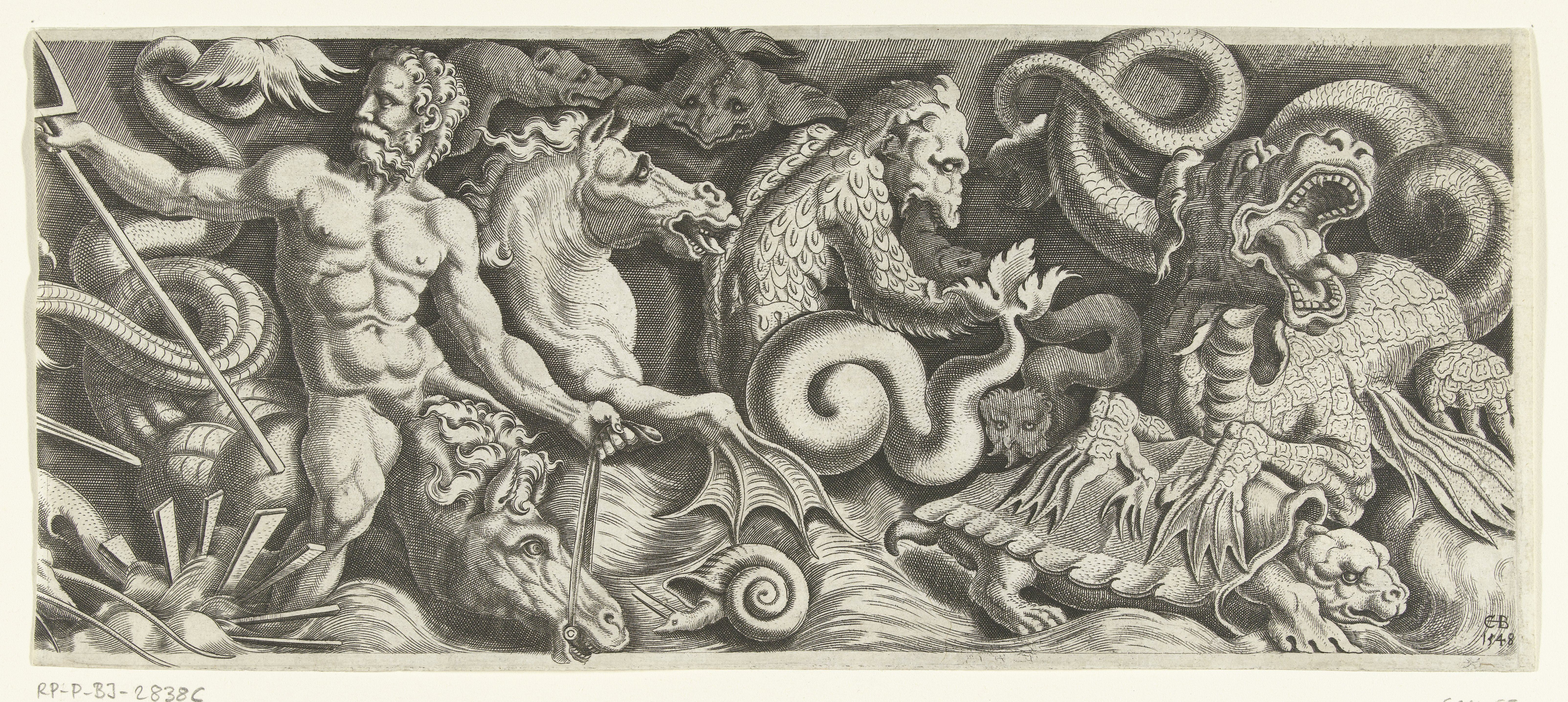
Фриз с триумфом Нептуна. Правая пластина